# 富加町のポルターガイスト
富加町のポルターガイスト（とみかちょうの- ）とは、岐阜県富加町の団地で2000年前後にかけて起きたポルターガイスト騒動。「幽霊団地騒動」とも。

## 経緯
現象が起きた場所は1998年建築の4階建ての公営住宅であり、24世帯のうち報告があったのは15世帯。
たとえば次のような現象が起きたと言う。
- 多種多様の怪音[4]
- テレビのチャンネルが、住民は何もしていないのに、勝手に変わる
- ドライヤーが、電源コードをコンセントに差し込んでいないのに、勝手に動き出す
- 食器棚から皿が水平方向に数メートル飛び出す （茶碗が食器棚から飛び出して奇妙な形に割れた）
- 水道の蛇口から勝手に水が流れる
- 缶がどこかから部屋の中に飛び込んできた[5]。

2000年10月13日に地元の新聞の中日新聞がこの出来事およびそれにまつわる騒動を記事にして報じた。それを皮切りに、報道各社がこの公営住宅に押し寄せて取材合戦が起き、いつしか原因はポルターガイストであるとされた。テレビ朝日の人気番組ニュースステーションもこの件を扱い、現場から中継放送（住宅内に取材カメラが入って現場の住宅内や食器棚の撮影や、住民へのインタビューなど）も行われた。なお中継放送中にはポルターガイスト現象は特には起きなかった。いくつかの週刊誌なども取材を行いこの件を記事にした。

### 「超能力者」集結
報道や週刊誌で扱われるうちに全国各地から霊能者や降霊術師、あるいは自称する人物がやってきて、富加町は一気に全国区化。全戸のドアに呪文が書かれた奇妙な御札が貼られたこともあった。なかには最初から100万円単位の高額の金額を要求する明らかに金銭目的の詐欺師の類もいたとされる。彼らからは「数100体の霊が見える」「この場所は数百年前に死刑場で、数多くの人が殺され、苦しんでいる。その後に墓となり、それが倒れて土に埋まった」「近くの森の氏神様の祠から出ている“死霊の道”を塞ぐ形で、建物を建てたのが原因」「霊の仕業ではない」、「水子の祟り」「織田信長の息子の祟り」「コレラで死んだ何千頭もの牛豚の霊によるもの」など様々な説が次々と飛び出した。「30年ほど前、自殺した女性の霊がいる」との説では、27年前に自殺した人が実際にいたため騒動が激化した。そのため慰霊碑を建てることになったが、今度は「悪霊が集まる」として破壊された。
さらにアカデミック系の研究者も参加。国際総合研究機構（IRI）で気功・超心理学研究者の小久保秀之が2000年11月15日から17日にかけての3日間、磁力計および赤外線カメラによる物理計測での調査を行った。11月15日に奇妙な電気信号がコンピューターモニター上で観測された。何らかの理由で電気回路の増幅率が突発的に増大するという現象が発生したと考えられる。2000年11月の物理調査の後、住民全員参加の除霊の儀式も行われ、この除霊の儀式の後、騒動は次第に沈静化したとする。現地に計測装置を持ち込み物理調査を行った小久保が2005年の論文で述べた分析では、（1)心理要因  （2）物理要因 （3）超心理要因の3要素が絡んで起きた複合的な現象だった、と結論づけた。

### その後
日本音響研究所の鈴木松美は、問題の住宅は4階建てながら、水道水を地上からポンプで押し上げる、日本では珍しいタイプであることを指摘。京都の自殺事件があったホテルでも同様の怪音騒ぎがあり、水道管の圧力を調整したら治ったという。
その後「刀鍛冶の霊とポルトガル宣教師の霊の怨念」を祓って解決したというのが自治会長の公式見解となったため、詳細な経緯は不明だが、いずれにせよマスコミが帰ったことで騒動が沈静化した。後述の2022年公開の映画『N号棟』公開時の中日スポーツによると、「建付けの問題」と結論が出て、02年ごろに終息したと軽く記している。
2016年の怪談ライター吉田悠軌による聞き込みでは、当時を知る住民は残っておらず、当時の自治会長もすでに没していた。現在の住民によると何事も起こっていないとのこと。ようやく出会った当時の住民は「正直、迷惑でしたよ」「ほとんどの住人は心霊現象なんて全く身に覚えもなかったんですから。一部の人が神経質に騒いでいただけです」などと語った。吉田は当時の雑誌記事から、特定の住民が霊関係のコメントを多く寄せていることを指摘している。また、「当時の住人には悪いが、こうなってはもはやホラーというよりドタバタ喜劇」と評している。
2022年の映画『N号棟』（後藤庸介監督）は、この事件・事象をモチーフに製作された作品である。